# (250) Bettina
(250) Bettina – planetoida z grupy pasa głównego asteroid okrążająca Słońce w ciągu 5 lat i 220 dni w średniej odległości 3,15 j.a. Została odkryta 3 września 1885 roku w Obserwatorium Uniwersyteckim w Wiedniu przez Johanna Palisę. Nazwa planetoidy pochodzi od imienia baronesy Bettiny von Rothschild.